# Milan Kuna

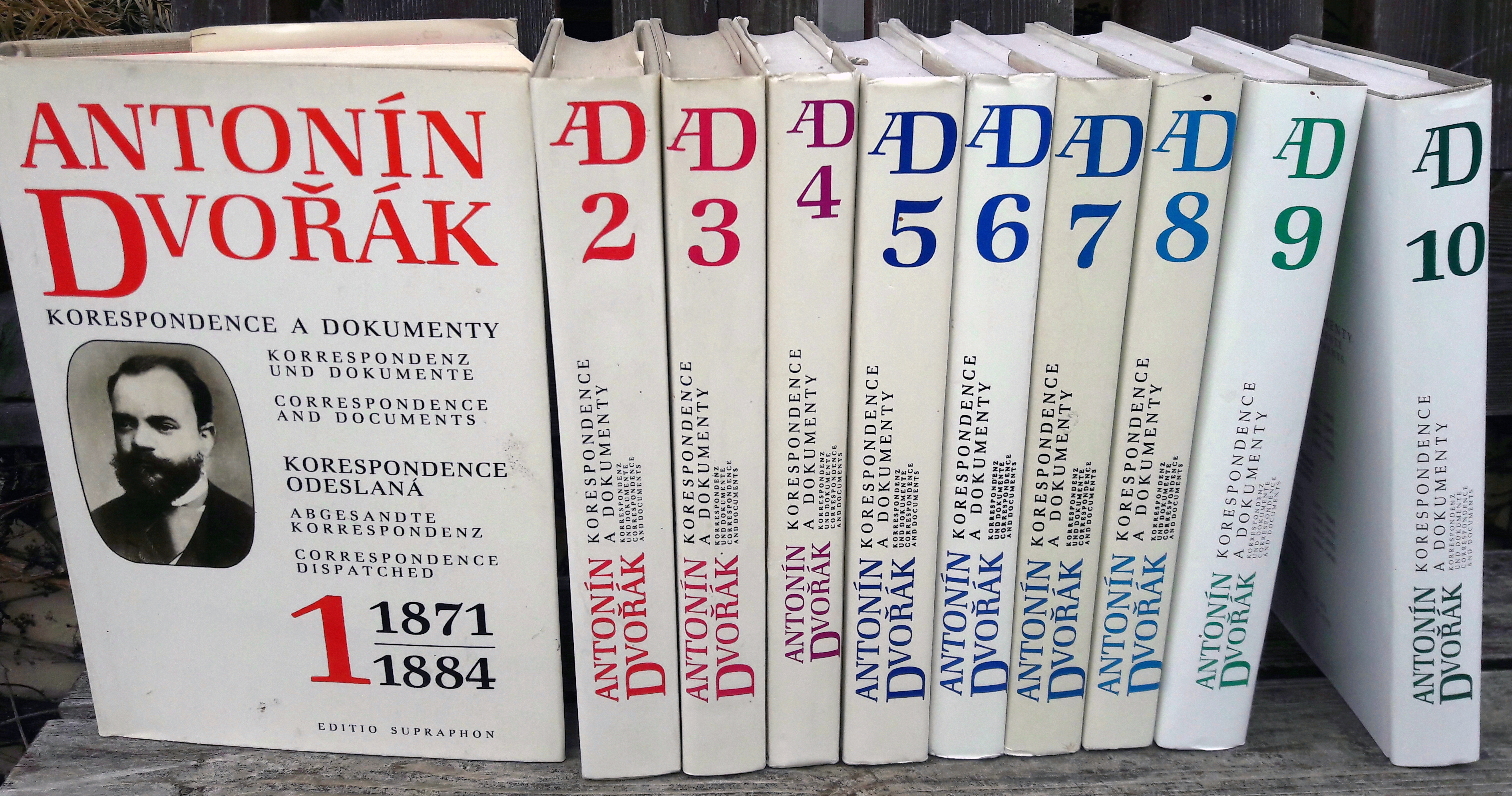
Antonín Dvořák - edice korespondence a dokumentů (vyd. M. Kuna a kolektiv. Praha: Supraphon/Bärenreiter, 1987-2004)

Milan Kuna (* 19. března 1932 Zdice) je český muzikolog a publicista, autor odborných knih a článků, vydavatel dokumentů a redaktor odborných periodik. Životopisec několika českých skladatelů, editor korespondence Antonína Dvořáka a autor rozsáhlé biografie o dirigentu Václavu Talichovi.

## Život
Narodil se 19. března 1932 ve Zdicích, v rodině Oldřicha (1897–1953) a Zdeny (1904–1984) Kunových. Otec byl cukrovarnickým odborníkem, matka byla převážně v domácnosti, později pracovala jako knihovnice. Byla též amatérskou malířkou a v mládí navštěvovala malířskou školu Rudolfa Vejrycha. Milanovi prarodiče Kunovi měli v Praze Na Františku kovárnu, prarodiče z matčiny strany (Vackovi) žili v Sázavě, dědeček byl ředitelem skláren Kavalier. Starší bratr Zbyněk (1925-2005) byl hokejistou a jako trenér vedl např. národní výběr Jugoslávie na olympiádě v Innsbrucku v roce 1964. Sestra Radmila (1932-2008, Milanovo dvojče) vystudovala Vysokou školu uměleckoprůmyslovou v Praze v ateliéru Františka Muziky a působila v oboru užité grafiky.
Otec nejprve přijal práci v cukrovarech v Jugoslávii a Bulharsku (Gorna Orjachovica), kde rodina žila v letech 1925-1931. Následně se Kunovi přestěhovali za otcovým cukrovarnickým zaměstnáním do  Zdic (1931-1941) a Berouna (1941-1945; zdejší cukrovar byl na konci války zničen při náletu). V Berouně Milan vystudoval reálné gymnázium (1945-1950). Po maturitě (1950) studoval Milan Kuna na Filozofické fakultě Univerzity Karlovy v Praze hudební vědu a národopis (1950-1955), a to zejména u profesorů Mirko Očadlíka a Antonína Sychry.
Milan Kuna byl třikrát ženatý: se Zuzanou Novákovou (dcerou estetika Mirko Nováka a vnučkou Maxe Švabinského; 1953-1964), Evou Jelínkovou (1964-2000) a Elke Rusinovou (2000-2014). Z prvního manželství má syna Martina (* 1954, archeolog), z druhého manželství syna Viktora (* 1965, houslista, později manažer a filmař).
Svůj život Milan Kuna zachytil v knihách vzpomínek osobního rázu (Střípky z bezedného deníku, 2011) i pracovního zaměření (Být muzikologem, 2017)

### Zaměstnání
Po absolutoriu hudební vědy (1956) se stal Kuna hudebním referentem v Ústředním domě lidové tvořivosti v Praze a roku 1958 vedoucím redaktorem časopisu Lidová tvořivost. Po třech letech transformoval tento časopis do dvou nových periodik (Melodie a Taneční listy), z nichž zejména ten první se stal v následujících desetiletích mimořádně populárním. Milan Kuna ovšem sám o populární hudbu hlubší zájem neměl, a proto po roce předal vedení časopisu Lubomíru Dorůžkovi.
V roce 1964 nastoupil interní aspiranturu v nově založeném Ústavu pro hudební vědu ČSAV v Praze, kde pracoval až do svého odchodu do důchodu (1998). Od roku 1964 byl výkonným redaktorem časopisu Hudební věda], vydávaného v ČSAV, po roce 1970 však z politických důvodů nesměl v této práci pokračovat. Šéfredaktorem tohoto čtvrtletníku se znovu stal v roce 1991 a zůstal jím až do roku 1998. Důvodem k přibrzdění Kunova kariérního růstu během normalizačního období, zákazu řady jeho publikací, nepovolení redaktorské činnosti a přednášek na univerzitách bylo vyškrtnutí z KSČ v roce 1969 (po pětiletém členství) v důsledku nesouhlasu s okupací Československa v roce 1968. Politická omezení a osobní šikana pominuly až po revoluci v roce 1989.
Milan Kuna postupně získal tituly promovaný historik (1956, diplomová práce Stylová problematika v díle Antonína Dvořáka); CSc. (1967, disertace Česká hudba nepokořená); PhDr. (1969) a DrSc. (1994, disertace Hudba na hranici života).

## Dílo
Bibliografický seznam prací Milana Kuny  zahrnuje kolem 30 monografií a edic, 170 odborných statí a přes 200 hudebních kritik a příležitostných textů (recenze, úvody katalogů výstav, rozhovorů, komentářů na gramofonové desky apod.). Kunovo dílo je mnohostranné, ale lze v něm vysledovat několik hlavních témat. K prvním námětům Kunových větších prací patřila hudební teorie (Zvuk a hudba ve filmu, 1969) a kvantitativní analýza hudební interpretace (Čas a hudba, 1982, s M. Bláhou). Obě práce zaznamenaly značný ohlas, a to jak mezi odborníky, tak studenty, avšak v experimentech na tomto poli nebylo Kunovi dovoleno pokračovat, ani o nich systematicky přednášet.
Významným tématem Kunových prací se stal hudební život v době nacistické okupace. K tématu se vázala především jeho kandidátská práce (1967), která měla vyjít v nakladatelství Academia. Proces schvalování se však protáhl na deset let a nakonec byla kniha stažena z výroby, a to jak kvůli osobě autora, tak kvůli některým poznatkům, které nesouzněly s oficiálním výkladem daného období. Práce v původním rozsahu nikdy nevyšla, ale na základě shromážděných dat později Kuna vytvořil řadu studií, výstav a především oceněnou práci Hudba na hranici života (1990) zabývající se hudebními aktivitami vězňů v koncentračních táborech (v roce 1992 a 1997 vyšla ve dvou německých vydáních). Prostředí terezínského ghetta se věnovala i kniha Hudba vzdoru a naděje (2000).  
Studium hudebních poměrů za okupace přivedlo Kunu k osobě dirigenta Václava Talicha a k otázce historické křivdy, kterou Talichovi přineslo poválečné období. Kuna bojoval za Talichovu rehabilitaci, napsal o jeho životě řadu studií, zpracoval katalog jeho pozůstalosti (1979) a připravil k vydání soubory jeho korespondence. Některé z těchto knih mohly vyjít až po roce 1989; výběr z Talichovy korespondence vychází v Kunově redakci nově v roce 2022. Největším přínosem k talichovskému bádání je ovšem rozsáhlá Kunova monografie Václav Talich (1883-1961). Šťastný i hořký úděl dirigenta (2009, 1191 str.). Kromě Talicha zpracoval Kuna monograficky i biografie dalších dvou hudebních osobností, skladatelů Karla Boleslava Jiráka (2003) a Karla Reinera (2008, německy 2015).
Hlavním tématem Kunova badatelského zájmu se už od dob jeho univerzitních studií stala osobnost Antonína Dvořáka. O Dvořákovi publikoval řadu studií, v nichž se zabýval například Dvořákovým slovanstvím, genezí Dimitrije a Jakobína, dumkami, pobyty v Rusku a Dvořákovým vztahem k Čajkovskému atd. Pod Kunovým vedením vznikla i monumentální desetisvazková edice Antonín Dvořák. Korespondence a dokumenty. První čtyři svazky (1987-1995) obsahují skladatelovu odeslanou korespondenci, další čtyři svazky (1996-2001) přijatou korespondenci. Korespondence je vydána v originálních jazycích, ale zahrnuje i překlady, cizojazyčné regesty a poznámkový aparát. Poslední dva svazky (2004) se skládají ze zhruba tisíce dokumentů k Dvořákovu životu jako např. zápisy v matrikách, osobní doklady, vysvědčení, žádosti o umělecká stipendia atd. V roce 2017 vydává Kuna encyklopedii osobností, které hrály větší roli v Dvořákově životě (Antonín Dvořák. Reflexe osobnosti a díla) a v roce 2019 svazek sebraných článků na dvořákovská témata (Dvořákovské variace]. Obdobný svazek sebraných statí, zaměřených k jiným tématům (Varia musicologica), vyšel v roce 2020.

### Ceny a uznání (výběr)
- před 1989: ocenění Literárního fondu, Českého hudebního fondu, Československé akademie věd
- 1990: absolutní cena v soutěži vědeckých prací Svazu protifašistických bojovníků za knihu Hudba na hranici života
- 1991: Mezinárodní čestný občan města New Orleans, USA
- 1996: Cena České hudební rady za celoživotní dílo
- 2009: Čestné členství ve Společnosti Antonína Dvořáka
- 2020: Zvláštní cena Akademie klasické hudby za přínos české hudební vědě

### Dílo (výběr monografií a souborů článků)
- 1969: Zvuk a hudba ve filmu. K analýze zvukové dramaturgie filmu. Praha: Panton
- 1974: Životnost Smetanova odkazu. Kapitola z let 1939-1945. Praha: Panton
- 1980: Václav Talich (původní, nepovolený název Etika umělce Václava Talicha). Praha: Panton
- 1982: Čas a hudba. K dramaturgii časových prostředků v hudebně interpretačním výkonu. Praha: Academia (s M. Bláhou)
- 1987-2004: Antonín Dvořák. Korespondence a dokumenty 1-10. Praha: Editio Supraphon, Bärenreiter (s týmem spoluautorů)
- 1990: Hudba na hranici života. O činnosti a utrpení hudebníků z českých zemí v nacistických koncentračních táborech a věznicích, Praha: Naše vojsko. Německy 1992, 1997: Musik an der Grenze des Lebens. Musikerinnen und Musiker aus böhmischen Ländern in nationalsozialistischen Konzentrationslagern und Gefängnissen, Frankfurt am Main: Zweitausendeins
- 2000: Hudba vzdoru a naděje. Terezín 1941-1945. O činnosti a tvorbě hudebníků v koncentračním táboře Terezín, Praha: Editio Bärenreiter
- 2003: Exulantem proti své vůli. Život a dílo Karla Boleslava Jiráka, Praha: Bärenreiter
- 2008: Dvakrát zrozený. Život a dílo Karla Reinera, Praha: H + H. Německy 2015: Karel Reiner (1910-1979). Der Komponist in seiner Zeit. Regensburg: ConBrio Verlagsgesellchaft
- 2009: Václav Talich (1883-1961). Šťastný i hořký úděl dirigenta, Praha: Academia
- 2011: Střípky z bezedného deníku, Praha: LaMartre[4]
- 2017: Být muzikologem, Praha: LaMartre[5]
- 2017: Antonín Dvořák. Reflexe osobnosti a díla, Lexikon osob, Praha: Academia
- 2017: Bibliografie Milana Kuny (do r. 2017)[8]
- 2019: Dvořákovské variace, Praha: LaMartre. Sebrané stati na dvořákovská témata z let 1954-2011 ISBN 978-80-7568-142-3[9]
- 2020: Varia musicologica, Praha: LaMartre. Sebrané stati na různá odborná témata z let 1964-2011[10]
- 2022: Václav Talich. Dopisy. Beroun: Muzeum Českého krasu